# Stjepan Lamza
Stjepan Lamza (Sisak, 23. siječnja 1940. – ?, 12. siječnja 2022.) bio je hrvatski nogometaš. Jedan je od najvećih Dinamovih igrača u povijesti, jedan od najzaslužnijih ljudi u osvajanju Kupa velesajamskih gradova 1966./67. Igrao je na poziciji veznog igrača. Odigrao je 7 utakmica za Jugoslaviju. 

## Vanjske poveznice
- Stjepan Lamza, Nogometni leksikon
- Stjepan Lamza, National Football Teams